# Chaetocnema belli
Chaetocnema belli (лат.) — вид жуков-листоедов рода Chaetocnema трибы земляные блошки из подсемейства козявок (Galerucinae, Chrysomelidae). 

## Распространение
Встречаются в Южной и Юго-восточной Азии (Бутан, Вьетнам, Индия, Непал, Пакистан, Таиланд).

## Описание
Длина 2,30—2,65 мм, ширина 1,40—1,50 мм. От близких видов (Chaetocnema angustifrons) отличается комбинацией следующих признаков: более широкими пронотумом, головой и вертексом; большим расстоянием между глазами; формой эдеагуса и переднеспинки (соотношение ширины к длине 1,50—1,55). Переднеспинка и надкрылья медные и бронзоватые. Голова и дорзум тонко сетчатые. Фронтолатеральная борозда отсутствует. Антенномеры усиков жёлтые (А1-4) и желтовато-коричневые (А5-11), голени и лапки жёлтые, бёдра желтовато- или красновато-коричневые. Голова гипогнатная (ротовые органы направлены вниз). Надкрылья покрыты несколькими рядами (6—8) многочисленных мелких точек — пунктур. Бока надкрылий выпуклые. Второй и третий вентриты слиты. Средние и задние голени с выемкой на наружной стороне перед вершиной. Переднеспинка без базальной бороздки. Вид был впервые описан в 1904 году немецким энтомологом Мартином Якоби (1842—1874) по материалам из Индии, а его валидный статус был подтверждён в ходе ревизии, проведённой в 2019 году в ходе ревизии ориентальной фауны рода Chaetocnema, которую провели энтомологи Александр Константинов (Systematic Entomology Laboratory, USDA, c/o Smithsonian Institution, National Museum of Natural History, Вашингтон, США) и его коллеги из Китая (Ruan Y., Yang X., Zhang M.) и Индии (Prathapan K. D.).